# Таганрог-Южный (аэропорт)
Аэропорт Таганрог-Южный — аэропорт города Таганрог.
Пропускная способность аэровокзального комплекса — 54 пассажира в час. Основное назначение аэродрома — полёты экспериментальной авиации (испытательная база Таганрогского авиационного научно-технического комплекса имени Г. М. Бериева, территория которого непосредственно прилегает к аэродрому).

## Принимаемые типыВС
Ан-124, Ил-76, Ту-154, Ту-204, Sukhoi Superjet 100 и все более лёгкие самолёты отечественного производства, ATR 42, ATR 72, Bombardier CRJ, Bombardier Dash 8, Embraer EMB 120 Brasilia, Embraer ERJ-145, Embraer E-190, вертолёты всех типов. Классификационное число ВПП (PCN) 44/R/B/W/T.

## Пассажирские перевозки
За время существования испытательной базы Таганрогского авиационного научно-технического комплекса имени Г. М. Бериева неоднократно предпринимались попытки наладить регулярные пассажирские авиарейсы. 15 декабря 2009 года успешно совершён регулярный рейс по маршруту Таганрог—Москва и обратно. Вскоре после этого регулярные полёты были временно приостановлены и затем возобновлены с 17 мая 2010 года. Аэропорт обслуживал одно направление — рейсы Таганрог — Москва (Внуково). Они совершались на самолётах ATR 42-300/320 авиакомпании UTair трижды в неделю — по понедельникам, средам и пятницам. 31 октября 2011 года все регулярные рейсы из Таганрога отменены.
"„Таганрог-Южный“ — второй после Ростова-на-Дону гражданский аэропорт в Ростовской области, который может принимать любые типы самолётов и может, помимо прочего, служить для подстраховки. К примеру, если в Ростове сильный туман, и там аэропорт закрыт, то теперь рейсовый самолёт может совершить посадку у нас, а не лететь в Краснодар, как это нередко бывает. И, конечно, мы рассчитываем, что открытие аэропорта в Таганроге привлечет в наш замечательный город ещё больше гостей, туристов, деловых партнёров", — сказал на церемонии открытия депутат Законодательного собрания Ростовской области Виктор Кобзев. 7 июля 2010 года аэропорт «Таганрог-Южный» принял тысячного пассажира. 18 февраля 2011 года у самолёта АТР-42 авиакомпании UTair, совершавшего рейс Таганрог—Москва, на полпути отказал один из двух двигателей. В результате грамотной работы пилотов рейс был успешно завершён, никто не пострадал. В октябре 2011 года авиалиния была закрыта.
С 27 апреля 2012 года на авиалинию «Таганрог—Москва» вышла авиакомпания «Ямал» на реактивном самолёте Bombardier CRJ-200, вмещающем 50 пассажиров. Рейсы осуществлялись 6 раз в неделю. С ноября 2012 года авиалиния прекратила свою работу.
С 10 июня 2013 года на авиалинию «Таганрог—Москва» вышла авиакомпания «Ак Барс Аэро» с самолётами типа Bombardier CRJ-200. С 15 января 2015 года авиалиния прекратила свою работу.
С 2015 года пассажирские перевозки не осуществляются.

## Перспективы развития
Как сообщила пресс-секретарь «АК Барс Аэро» Гульназ Минниханова в 2013 году, первый месяц полётов показал, что рейс востребован: загрузка составляет 80 % — 90 %. По её словам, авиакомпания видит перспективы развития работы в Таганроге в открытии новых маршрутов южного направления. В частности, руководитель проекта по развитию региональных перевозок «АК Барс Аэро» Станислав Козленко считает возможными рейсы из Таганрога в Геленджик и Сочи.
Руководством ОАО «ТАНТК им Г. М. Бериева» в 2015 году был инициирован инвестиционный проект «Строительство и модернизация аэродромного комплекса „Таганрог (Южный)“», предусматривавший строительство аэровокзала, командно-диспетчерского пункта, таможенного терминала, реконструкцию гостиницы и подъезных автодорог. Проект был частично реализован: на аэродроме «Таганрог (Южный)» установлено светосигнальное оборудование взлётно-посадочной полосы, что позволяет осуществлять полёты в темное время суток и в сложных метеоусловиях.
Заместитель губернатора Ростовской области — министр транспорта Дживан Вартанян определил аэропорт «Таганрог Южный» как дополнительный для участников Чемпионата мира по футболу, предстоящего в 2018 году.
В августе 2017 года Минпромторг России объявил о поиске подрядной организации для выполнения работ в аэропорту "Таганрог-Южный" общей стоимостью 233 млн руб., предусматривающих реконструкцию объектов радиотехнического и метеорологического обеспечения полётов, благоустройство и озеленение территории, ремонт аэровокзала (замена кровли и перегородок, установка новых окон, дверей и витражей).

## Атака на аэродром Таганрога
1 марта 2022 года с помощью баллистической ракеты ОТРК «Точка-У», расположенного в районе Мариуполя, по аэродрому Таганрог-Южный, где расположена испытательная база Таганрогского авиационного научно-технического комплекса имени Бериева, была осуществлена атака Вооруженными силами Украины. Ракета была сбита огнем ЗРПК «Панцирь-С1», а её обломки упали в парке 300-летия Таганрога (по другим данным — на сам аэродром). Пострадавших нет, а стоящий на полосе Ил-76, вопреки сообщениям СМИ Украины, не получил повреждений.